# 程扬祖
程扬祖（？—？），徽州歙县槐塘（今安徽省黄山市歙县郑村镇棠樾村槐塘）人，南宋状元。
程扬祖为宰相程元凤（1200-1269年）之侄，出生于名门望族槐塘程氏。初为太学博士，通过太学三舍法考选入仕，宋理宗景定二年辛酉科（一说景定四年（1263年）癸亥科）太学上舍考试“释褐状元”，廷对御赐状元，授赣州通判。槐塘村立有丞相状元坊，旌表程元凤和程扬祖，为安徽省文物保护单位。